# چین فولین
چین فولین (انگلیسی: Qin Fulin؛ زادهٔ ۱۲ ژانویهٔ ۱۹۹۴) وزنه‌بردار اهل چین است.
وی در مسابقات کشوری و بین‌المللی در مجموع برندهٔ ۱ مدال برنز شده‌است.